# Giovanna Valcárcel
Sara Giovanna Valcárcel Azáldegui (Lima, 23 de abril de 1980) es una actriz, locutora radial, animadora e influencer peruana.

## Biografía
Egresada del taller de Roberto Ángeles, ha realizado telenovelas en la República Dominicana y Panamá para Venevisión Internacional. Realizó trabajos de interacción personal para diferentes empresas y organizaciones.
Estuvo en la temporadas 2007 y 2008 de Teatro desde el teatro, junto con el actor Ricky Tosso.
En 2010, participó en la animación de programas de entretenimiento de Panamericana Televisión. Debido a su popularidad, en 2011, asumió la conducción del programa Hombres trabajando para ellas por Frecuencia Latina.
Posteriormente ingresó al elenco de El cártel del humor por ATV. También en el mismo año condujo un programa de radio llamado Al son de la noche por Radiomar Plus.
En 2016, trabajo en el elenco del programa de televisión Habla bien por América Televisión.
En 2017, regresó a la radio con un programa llamado La noche por Radio Onda Cero. En 2018, ingresó a la conducción del programa ¡Qué paja! por Radio Moda.
En 2020, volvió a la televisión coconduciendo el programa matutino Mujeres al mando emitido por Latina. En este canal, además, fue por breve tiempo presentadora especial de Yo soy.
Posteriormente, en 2021, retornó a Radiomar para su programa musical matutino hasta su retirada en 2023.Para después ingresar a conducir Splash!, programa histórico de Radio Panamericana, hasta la actualidad. Asimismo, es la creadora del lema ¡Destapa, destapa!. 
En 2024 asumió la conducción del programa de denuncia ciudadana Dilo fuerte en Panamericana Televisión.
En 2025, asumió la coconducción del programa Ocho Locos en América Televisión, junto a Aldo Miyashiro y Roxana Molina.
También está activa en redes sociales, donde comparte contenido con su estilo auténtico, divertido y cercano. Además cuenta con su propio canal de YouTube, donde cada vez cuenta con más seguidores y así hace crecer la comunidad de sus redes sociales. 

## Vida personal
En 2019, reveló su orientación sexual, reconociendo su bisexualidad, la cual mantenía en reserva por tratarse de su vida privada. Asimismo, reveló que su pareja se trataría de la excandidata al Miss Perú Kim Zollner Schöster.

## Televisión
- Ocho Locos (2025), América Televisión
- Dilo fuerte (2024), Panamericana Televisión
- El gran chef famosos (2023), Latina Televisión
- Mujeres al mando (2020 - 2022), Latina Televisión
- Torbellino, 20 años después (2018), como Michelle
- El show del fútbol (2017 - 2018), Latina Televisión
- Habla oye (2017), Panamericana Televisión
- Habla bien (2015 -2016), América Televisión
- El cártel del humor (2012 - 2014), ATV
- Hombres trabajando para ellas (2010 - 2011), conducción, Frecuencia Latina
- Loops (2010), junto con Roger del Águila, Panamericana Televisión
- Chico de mi barrio (2010), como Patricia
- Buenos días, Perú (2010), bloque de espectáculos, junto con Roger del Águila, Panamericana Televisión
- Clave uno: médicos en alerta (2009)
- El profe (2008)
- Condesa por amor (2008)
- Así es la vida (2006 - 2007, 2008), como enfermera Patty Peña
- Mi problema con las mujeres (2007)
- La gran sangre (2007), como Andrea
- Pobre millonaria (2007 - 2008)
- Teatro desde el teatro (2006 - 2008), 40 obras, América Televisión
- Vírgenes de la cumbia (2006 - 2007)
- Trópico (2006 - 2007), como Maxi Méndez
- María de los Ángeles (2005), como Esmeralda
- Tormenta de pasiones (2004 - 2005)
- Luciana y Nicolás (2003 - 2004)
- Estos chikos de ahora (2003)
- Bésame tonto (2000 - 2001)
- Camila (2000)

## Cine
- Baño de damas (2001)
- Hasta que la suegra nos separe (2016)
- Gemelos sin cura (2017)
- Yuli (2018), director: Christian Carrasco

## Radio
- Al son de la noche (2011 -2016), Radiomar Plus
- La noche (2017 - 2018), Radio Onda Cero
- ¡Qué paja! (2018 - 2021), Radio Moda
- Destape salsero (2021 - 2023), Radiomar
- Splash! (2023 - actualidad), Radio Panamericana